# Ярошевский, Ефим Яковлевич
Ефим Яковлевич Ярошевский (19 марта 1935 — 21 марта 2021) — русский поэт и прозаик.

## Биография
Родился в 1935 году в Одессе, филолог, работал преподавателем русской литературы. Стихи и прозу писал с юности.
Автор культовой в одесском самиздате 1970-х-80-х гг. прозы «Провинциальный роман-с», изданной впервые в 1998 году в Нью-Йорке, позже переизданной в Мюнхене, Петербурге, Одессе.
В советское время не печатался, был известен как писатель и поэт одесского андеграунда. Регулярно печатается с 1991 года, сначала в местной прессе, а затем в России и дальнем зарубежье.
Стихи опубликованы в литературных журналах России, Украины, Израиля, Германии: «Арион», «Новый мир», «Крещатик», «Октябрь», «Дети Ра» «Дерибасовская-Ришельевская», «Артикль» и др.
Победитель интернетовского конкурса «Сетевой Дюк» 2000 года на лучшее произведение, посвящённое Одессе, в категории «Проза».
С 2008 года жил в Германии.

## Цитаты
В конце 70-х годов по рукам читателей самиздата отправилась в путешествие измаранная множеством авторских поправок рукопись большой повести — “Одесский роман-с”. Автор её — Ефим Ярошевский — преподаватель русского языка, жил в крохотной, заваленной книгами комнате на Молдаванке. 
...одесская литература получила значительное художественное произведение, которое не только продолжило стилистическую традицию юго-западной школы, но и стало памятником поколению литераторов и художников, потерянных этим городом.
Вадим Ярмолинец ПАМЯТНИК ПОТЕРЯННОМУ ПОКОЛЕНИЮ ОДЕССЫ
Сегодня даже трудно себе представить, что первая публикация стихов Ефима Ярошевского, подготовленная Борисом Херсонским, состоялась только в 1992 году, в газете "Одесский вестник", а автору было тогда 57 лет. Евгений Голубовский. НОВЫЙ ВИТОК БИОГРАФИИ
В начале XXI-го века вышли сборник стихов «Поэты пишут в стол» и вторая книга прозы «Королевское Лето», с авторскими иллюстрациями.
В 2010 вышла книга СТИХОв «Холодный ветер юга», Одесса, ОА ПЛАСКЕ, 2010…